# Marcos Bárcena
Marcos Israel Bárcena Borrajo, más conocido como Marcos Bárcena (Santander, Cantabria; 20 de octubre de 1970), es un músico español. Desarrolla su actividad desde dos frentes, por un lado la música folk y tradicional y por otro la música de autor. Su madre fue cantante lírica y su abuelo materno tocaba el violín. 
Aunque nació en la capital cántabra, creció en Torrelavega.

## Trayectoria musical
Es un músico de gran actividad, habiendo realizado multitud de conciertos en sus treinta años de carrera profesional. Ha estado presente con su música en toda la geografía española y en diversos países, como Francia, Portugal, Italia, Alemania, Reino Unido, Barbados y Estados Unidos. Multinstrumentista y cantante, ha sido cofundador de algunos de los grupos más representativos de música Folk de Cantabria como Luétiga y Atlántica.
Ha grabado más de cuarenta discos en solitario, con diversos grupos y realizando colaboraciones para otros artistas, como Manuel Luna, Javier Bergia o Luis Pastor entre otros. Participó en el recopilatorio Naciones Celtas que fue disco de oro al vender más de 50.000 copias en 1996. En 1999 su álbum Tránsitus con Atlántica, obtuvo 5 nominaciones a los premios de la música, entre ellos mejor álbum de música Folk. En 2002 y 2003 realizó producciones para el sello RTVE Música, “Atlántica en directo” y “Desde esta orilla”, respectivamente.
Entre 2008 y 2018 se asocia con el rabelista Miguel Cadavieco y el sello discográfico OCA records publica tres discos de este dúo que obtiene un notable éxito actuando con una propuesta que mezcla la música tradicional con la improvisación.
Como gaitero ha obtenido diversos galardones en el Encuentro Internacional de Saint Chartier (Francia). Segundo premio como solista en 1988  y en posteriores ediciones primer premio acompañando al gaitero gallego Anton Varela y tercer premio de dúos junto al acordeonista Ramón Bueno.
Sus trabajos discográficos más recientes son Trebole (2009) con Alba Gutiérrez y Ron Tishbein,  “Maílla" (2010), con Chema Murillo y Maribel Fernández Garrido, Mano a mano (2011), el camino de los lobos (2014) y el silencio le habló al eco ( 2018) con Miguel Cadavieco y Antología (2012), en solitario.
En 2019 estrena en las Noches del Romancero junto a Alba Gutiérrez un nuevo repertorio con la denominación de Babel.
Son frecuentes sus conciertos temáticos sobre versiones de The Beatles y otros artistas de la época dorada del rock y el folk tanto en solitario como con banda. En 2014 es galardonado con el premio Roble que otorga el festival Intercéltico de Orejo por su trayectoria musical y en 2016 publica su disco en directo Marcos Bárcena y Amigos grabado en un exitoso concierto en el teatro Concha Espina de su ciudad de origen, Torrelavega.
En julio de 2017 publica un nuevo disco de estudio con sus nuevas composiciones titulado Vivo en un sueño (uno de los temas "Liébana en el camino" grabado junto al grupo de su hijo Lucas Bárcena, Nordakas). Para su nuevo proyecto cuenta con los músicos Ana Conde al violín, Marcos Salcines al piano, Mikel Ferreras a la guitarra y voz, Joansa Maravilla a la percusión y cuerdas, Aurelio Bolívar a la batería y Carlos Zárate al bajo.
También en artes escénicas posee titulación como actor de drama y comedia por el Palacio de festivales de Cantabria bajo la dirección de Román Calleja. A finales de la década de 1980 creó una compañía de teatro de títeres llamada historias del muro escribiendo varios guiones para este tipo de teatro infantil. También ha trabajado en varios montajes teatrales para niños con la compañía profesional Abrego teatro bajo la dirección de Pati Domenech. En el terreno literario Marcos tiene varios trabajos escritos y en enero de 2018 ha publicado su primer libro " diario de un bipolar" en forma de relato corto.
En mayo de 2019 presenta su quinto disco en solitario; Dancer, un EP con temas propios en inglés que defiende en directo con los músicos Ricky Schneider, a la guitarra,  Moncho Raba al bajo y Dani M Trueba a la batería.
En 2021 OCA records publica el disco Viva La Montaña CD compartido con el guitarrista y cantante   Mikel Ferreras y la violonchelista Estíbaliz Ponce y el 2 de octubre de 2021 presenta en la biblioteca central de Santander, junto al músico y productor  Marcial García, un nuevo espectáculo musical llamado Dos Caminos, fusión de música de raíz con música electrónica y en enero de 2022 sale publicado un EP en streaming con cuatro temas del proyecto. 
La publicación más reciente es Marcos Bárcena, sus mejores canciones, un libro que contiene treinta de sus letras de canciones, otras tantas fotografías de su historial musical  y un CD recopilatorio con catorce temas musicales en los que se incluye uno inédito, Nana del Salmón Herido, con texto de Juan Carlos Corniero Lera y música de Marcos. El libro se publica en  diciembre de 2022.

## Discografía
1991- Componente Norte- Varios artistas.
1992 - La última cajiga – Luétiga
1994 - Nel el vieju - Luétiga
1995 - Misa Popular Cántabra - Coral Salvé de Laredo y Luétiga
1996 - Cerneula - Luétiga
1996- Atlántica. Músicas celtas y de otros países del Atlántico.
1998- Recopilación de Cantos del Besaya-trabajo de investigación de la tradición oral de Cantabria.
1999 - Transitus - Atlántica
2001 - La luz del iviernu - Atlántica
2002 - Lugas – Atlántica
2003 - En directo - Atlántica
2004 - Desde esta orilla - Atlántica 2004 (RTVE Música)
2006 - La luz interior - Marcos Bárcena
2008 - Trébole
2009 - Maílla
2011 - Mano a mano - Con Miguel Cadavieco
2012 - Antología - Marcos Bárcena
2014 - El camino de los lobos - Con Miguel Cadavieco
2016 - Concierto Aniversario 30 años de música - Marcos Bárcena y otros artistas
2017 - Vivo en un sueño - Marcos Bárcena
2018- El Silencio le hablo al Eco- Marcos Barcena y Miguel Cadavieco
2019- Dancer- Marcos Bárcena
2021- Viva La Montaña. Marcos Bárcena Mikel Ferreras y Estíbaliz Ponce
2022- Dos Caminos. EP  Marz García feat Marcos Bárcena
2023- Libro-disco. Sus Mejores Canciones. Recopilatorio.
2024- Singles:
-Los Raqueros
-Nana del Salmón herido
- Ya no puedo ver el Mar
- Crepúsculo infinito
- El bosque es tu hogar
- Tal vez ya no te tengo

- 